# 中國平鮋
中國平鮋（學名：Sebastes sinensis）為平鮋科平鮋屬的其中一種，深海魚類，分布於中太平洋東部加利福尼亞灣海域，棲息深度290-670公尺，體長可達15.2公分，棲息在底層水域，卵胎生，生活習性不明。
其种加词“sinensis”意为“中华的”。